# Renzo Tramaglino
Lorenzo Tramaglino, detto da tutti Renzo, è un personaggio immaginario protagonista de I promessi sposi, romanzo di Alessandro Manzoni.
Nato da una famiglia contadina vicino a Lecco, circa nel 1608, fin dall'adolescenza è rimasto orfano. Dalla nascita vive nel suo paese, facente parte del Ducato di Milano, allora sotto la dominazione spagnola degli Asburgo del XVII secolo. Giovane di vent'anni - «lieta furia» ce lo descrive l'autore per il suo temperamento spensierato - Renzo esercita la professione del filatore di seta. Fidanzato di Lucia Mondella, una contadina compaesana, Tramaglino si trova costretto ad affrontare ogni sorta di peripezie per congiungersi in matrimonio con la sua amata, ostacolato da un signorotto locale.
Nel II capitolo de I Promessi Sposi, Manzoni tratteggia con le seguenti parole la figura di Renzo, il villico protagonista maschile della vicenda:

## Caratteristiche del personaggio
Renzo è un giovane nato e cresciuto nel limitato ambiente del suo paese: conosce la vita nei suoi aspetti più semplici e consueti (che sono poi quelli fondamentali). La fatica del lavoro e la forza degli affetti: l'una affrontata con l'entusiasmo e il vigore dei vent'anni, l'altra intimamente sentita e tutta concentrata su un unico affetto. Rimasto solo al mondo in giovane età, egli è abituato a badare a sé stesso, ha seguito le orme familiari nel lavoro in una filanda, ciò che gli dà una certa sicurezza economica.
Nel suo animo onesto ed equilibrato fanno breccia le grazie di una contadina giovane, bella, modesta e laboriosa. Egli concepisce per lei un affetto profondo, intimo, tenace, in cui si concentra tutto il suo bisogno di calore umano, rimasto – fino a quel momento – insoddisfatto.
Prova un rispetto che gli viene suggerito, oltre che dalle sue convinzioni morali, anche dal riservato e pudico contegno della fanciulla. E prova pure un'ombra di gelosia, quando le rimprovera di avergli taciuto l'insidia tesale lungamente da don Rodrigo: ma si calma subito, di fronte alla candida risposta di Lucia.
L'indole buona di Renzo, con tuttavia un temperamento impetuoso, è incline a scatti ed a ribellioni improvvise (“un agnello se nessun lo tocca – dice di lui don Abbondio – ma se uno vuol contraddirgli…”): scatti e ribellioni che però vengono presto e subito si dissipano e si calmano. Si tratta quindi di esuberanza più che di prepotenza, di vivacità unita ad un'ingenuità talvolta fanciullesca. Renzo, infine, non è privo di una naturale intelligenza e furberia. Questo prezioso corredo di elementi lo accompagna nella sua vita consueta.
Ma quando Renzo vorrà giustamente ottenere immediata giustizia per il torto subìto, cioè il rifiuto del vile parroco Don Abbondio a celebrare le sue nozze con Lucia, non l'otterrà. Sarà costretto a fuggire dai suoi monti e dalle tranquille distese verdeggianti del suo paesello ed errare ramingo per altri luoghi, affrontando calamità come la carestia, la guerra, i giorni della rivolta a Milano e la peste del 1630. In queste peregrinazioni, la sua inesperienza e ignoranza del mondo avranno un peso.
Così egli commette parecchi errori: si mette in vista nel tumulto, e poi, come se non bastasse, tiene una specie di comizio alla presenza di una grande folla di persone. Egli dice delle semplicistiche verità e, in preda all'euforia del momento, trova anche un linguaggio efficace per esprimerle; ma ciò è sufficiente a destare i sospetti di un bargello (come allora si chiamavano i poliziotti), che da quel momento gli si mette alle calcagna e finge di volerlo aiutare. La sua eloquenza è sconnessa, ma sorgiva ed appassionata, il suo animo colmo di risentimento per l'ingiustizia e la sopraffazione patita, non senza una certa vanità e sbruffoneria. 
Il povero Renzo non espone già idee da rivoluzionario, da sovvertitore dell'ordine pubblico, ma si rivela piuttosto fautore di un giusto ed ordinato assetto sociale; se il bargello non avesse avuto come unica mira quella di accalappiare un qualunque capro espiatorio e, cosa assurda in uno sgherro, si fosse preso la pena di ascoltare e giustamente interpretare le parole del giovane, avrebbe dovuto convenire che il suo discorso non conteneva nulla di sedizioso.
Renzo è, sì, partecipe della generale esaltazione, ed è altresì convinto che il popolo abbia ragione e che la carestia sia da imputarsi ai disonesti che occultano la farina per far levitare i prezzi, ma in cuor suo alberga l'ingenua illusione che a ristabilire l'ordine e la giustizia sarebbe bastato che dirigenti illuminati della stoffa di Ferrer, interpretassero la volontà del popolo, e lo aiutassero a liberarsi dei prepotenti signorotti che ormai costituivano una sorta di Stato nello Stato.
Egli, quindi, non che avversare, si rivela consenziente con i governanti, fautore dell'ordine e, per natura, contro ogni violenza. Perciò aiuta Ferrer e deplora la turpe condotta del vecchio malvissuto, che avrebbe voluto appendere con le proprie mani il cadavere del Vicario. All'osteria della luna piena, Renzo continua nella serie dei suoi errori: rifiuta di dare il suo nome all'oste e – avendo sempre ben presenti i suoi casi personali – si agita più che mai quando sente parlare di gride. Così, ingenuamente, parlando col cuore e rifacendosi ad una reale esperienza, rende sempre più difficile la sua situazione. Ma anche qui Renzo, pur avendo bevuto numerosi bicchieri di vino, conserva sempre un certo equilibrio e quasi un istintivo ritegno.
I suoi discorsi non sono mai volgari, ma sempre espressione della sua naturale onestà e vi è come un istinto che non gli lascia sfuggire il nome della sua Lucia anche se riesce a farsi sfuggire il proprio. Il mattino seguente, quando la presenza di un notaio e degli sgherri lo restituisce alla realtà, egli, sgombro ormai dai fumi del vino, si riprende rapidamente e – dopo aver proclamato la propria innocenza – passa alla controffensiva, mettendo in moto quel tanto di prontezza e di furberia che è nativamente in lui. Riesce così, sulla strada, valutando d'un baleno la situazione, a liberarsi e a sgattaiolare tra la folla.
Perché Renzo non pensa al male, ed è anzi incline a giudicare il suo prossimo ottimisticamente, ma quando si accorge di essere vittima di un sopruso, di una prepotenza, si ribella, mettendo in moto tutta la sua intelligenza ed anche “quella cert'aria di braveria”, invero più apparente che sostanziale. Così, nel famoso colloquio con don Abbondio, si lascia dapprima, sia pur a malincuore, quasi convincere dal curato, ma poi, quando nasce in lui il tarlo del sospetto, riesce a far cantare Perpetua con abilità degna di un diplomatico, torna indietro infuriato da don Abbondio e lo costringe a parlare.
Poi segue in lui immediatamente il pentimento, e la sua ira si dirige verso il primo e vero responsabile, don Rodrigo. Contro il rivale egli si scaglia furiosamente tanto da affermare più volte la sua intenzione di eliminarlo. Ma anche qui il suo equilibrio, il suo timor di Dio, lo inducono a far tesoro dei consigli di Fra Cristoforo e, alla fine, a perdonare sinceramente il rivale sul letto di morte. Mentre fugge dagli sbirri, Renzo, inizia a maturare, imparando dalle sue nuove esperienze, e perdendo quel po' di ingenuità fanciullesca, e allora si allontana da Milano e fermandosi nei vari paesi dei dintorni, pondera con attenzione ogni parola, per impedire che i tanti curiosi dei fatti di Milano lo scambino nuovamente per un sovversivo. Nel capitolo XVII è raccontata la fuga verso l'Adda.
Il critico Giovanni Getto sottolinea che qui avviene "la redenzione morale e religiosa" di Renzo. In lui subentrano uno stato di depressione fisica e psicologica, una sofferenza del corpo e dell'anima: "una stanchezza cresciuta e ormai dolorosa " (cap. XVII) lo coglie in un ambiente di "tenebre" e di "solitudine". Lo stato d'animo del personaggio cambia col cambiare del paesaggio, per cui è un itinerario non solo attraverso un ambiente naturale ma anche attraverso diversi stati d'animo. Dall'angoscia dell'uomo solo con il terrore dell'occulto fino alla musica rasserenatrice dell'Adda è un mutevole percorso. Durante la fuga immagini favolose di antichi fantasmi della memoria fanciullesca si mescolano con l'immagine rasserenatrice di "una treccia nera e una barba bianca": Lucia e fra Cristoforo.
La notte in cui Renzo dorme su un giaciglio di paglia è la notte della redenzione e il protagonista ringrazia la Provvidenza divina "di quel benefizio, e di tutta l'assistenza che aveva da essa in quella terribile giornata" (cap. XVII), poi prega e chiede perdono a Dio. Alla fine la voce del fiume "fu il ritrovamento d'un amico, d'un fratello, d'un salvatore" (cap. XVII). Renzo giunge così alla catarsi spirituale, all'abbandono alla volontà di Dio. A questo mutamento interiore corrisponde un rasserenarsi dell'atmosfera: "quel cielo di Lombardia così bello quand'è bello, così splendido, così in pace". Quando, superata la peste, egli viene a Milano a piedi, in cerca della sua Lucia, tutte le note dominanti della sua natura affiorano una ad una nelle varie e avventurose situazioni in cui viene a trovarsi.
La descrizione della vigna devastata (cap. XXXIII) ha un valore simbolico: è il male, il caos. Egli dimostra carità cristiana aiutando una donna sequestrata in casa con una nidiata di bambini; simpatia umana e compassione davanti alla madre di Cecilia; una certa animosità, più apparente che reale, quando – scambiato per un untore e rischiando per questo motivo il linciaggio – sfodera il coltellaccio, contento però, più tardi, di non averlo adoperato. Gli stessi monatti che lo salvano (essendo guarito dalla peste, ne era divenuto immune anche lui) hanno per lui un moto di simpatia, commentando: "Va', va', povero untorello, non sarai tu quello che spianti Milano". Si scopre anche la sua abilità dialettica quando, avendo ritrovato Lucia al lazzaretto, tenta di persuaderla coi più vari argomenti – non privi di fondamento religioso e umano – a rinunciare al suo voto. E finalmente, congiuntosi alla sua Lucia, dimostra ancora il suo carattere ombroso e fiero quando si rammarica profondamente che gli altri trovino la sua compagna inferiore per bellezza alla sua fama.

### Nome
Nel Fermo e Lucia, prima edizione del romanzo, il nome del protagonista era Fermo Spolino, mentre Lorenzo era chiamato un personaggio che nella stesura definitiva avrebbe assunto il nome di Ambrogio (sacrestano di Don Abbondio).
Il suo cognome è probabilmente un richiamo al tramaglio, la rete per la pesca, simbolo delle vicende nelle quali il ragazzo si troverà suo malgrado invischiato.